# Roy Huggins
Pour les articles homonymes, voir Huggins.
Roy Huggins est un producteur, scénariste et réalisateur américain, né le 18 juillet 1914 à Litelle, Washington, et mort le 3 avril 2002 à Santa Monica, en Californie (États-Unis).

## Filmographie

### Comme producteur

#### Cinéma
- 1958 : Le Témoin dangereux (en) (Girl on the Run)  de Richard L. Bare
- 1961 : A Fever in the Blood
- 1993 : Le Fugitif (The Fugitive)
- 1998 : US Marshals

#### Télévision
- 1974 : 200 dollars plus les frais (TV)
- 1955 : Cheyenne (série TV)
- 1956 : Conflict (série TV)
- 1957 : Maverick (série TV)
- 1957 : Colt .45 (en) (série TV)
- 1958 : 77 Sunset Strip (série TV)
- 1961 : Monte Carlo (TV)
- 1961 : Bus Stop (série TV)
- 1963 : Haute Tension (Kraft Suspense Theatre) (série TV)
- 1963 : Le Fugitif (The Fugitive) (série TV)
- 1965 : Match contre la vie (Run for Your Life) (série TV)
- 1967 : La Course à la vérité (The Outsider) (TV)
- 1968 : The Outsider (série TV)
- 1968 : The Sound of Anger (TV)
- 1969 : Any Second Now (en) (TV)
- 1969 : The Whole World Is Watching (TV)
- 1969 : The Lonely Profession (TV)
- 1970 : The Challengers (TV)
- 1970 : The Young Country (TV)
- 1971 : Prenez mon nom, ma femme, mon héritage (Do You Take This Stranger?) (TV)
- 1971 : Opération Danger (Alias Smith and Jones) (série TV)
- 1971 : Sam Hill: Who Killed Mr. Foster? (TV)
- 1971 : How to Steal an Airplane (TV)
- 1972 : Cool Million (série TV)
- 1973 : Set This Town on Fire (TV)
- 1973 : Toma (TV)
- 1973 : Drive Hard, Drive Fast (TV)
- 1973 : Toma (série TV)
- 1974 : The Story of Pretty Boy Floyd (TV)
- 1974 : This Is the West That Was (TV)
- 1975 : Target Risk (TV)
- 1975 : Baretta (série TV)
- 1976 : The November Plan (TV)
- 1976 : Los Angeles, années 30 (City of Angels) (série TV)
- 1976 : The Invasion of Johnson County (TV)
- 1976 : Captains and the Kings (feuilleton TV)
- 1977 : La Course contre la mort (en) (The 3,000 Mile Chase) (TV)
- 1977 : Aspen (feuilleton TV)
- 1978 : Détroit (feuilleton TV)
- 1978 : The Jordan Chance (TV)
- 1984 : Tonnerre de feu (Blue Thunder) (série TV)
- 1984 : Rick Hunter (HUNTER) (série TV)

### Comme scénariste
- 1949 : Une femme joue son bonheur (The Lady Gambles)
- 1949 : La Tigresse (Too Late for Tears)
- 1950 : L'Araignée (Woman in Hiding)
- 1950 : Le Marchand de bonne humeur (The Good Humor Man) de Lloyd Bacon
- 1951 : L'Équipage fantôme (Sealed Cargo)
- 1953 : Bataille sans merci (Gun Fury)
- 1954 : Du plomb pour l'inspecteur (Pushover)
- 1954 : Trois Heures pour tuer (Three Hours to Kill) d'Alfred L. Werker
- 1961 : A Fever in the Blood
- 1967 : La Course à la vérité (The Outsider) (TV)
- 1970 : The Young Country (TV)
- 1973 : Set This Town on Fire (TV)
- 1973 : Drive Hard, Drive Fast (TV)

### Comme réalisateur
- 1952 : Hangman's Knot